# 브라이언 캘런
브라이언 캘런(Bryan Callen, 1967년 1월 26일 ~ )은 미국의 배우이다.

## 출연 작품
- 워리어 - 본인 역
- 풀보이
- 디비전 III: 풋볼즈 파이니스트
- ...오어 다이